# Machachi
Machachi är en ort i Ecuador.   Den ligger i provinsen Pichincha, i den centrala delen av landet, 30 km söder om huvudstaden Quito. Machachi ligger 2 933 meter över havet och antalet invånare är 25 742.
Terrängen runt Machachi är varierad. Runt Machachi är det ganska tätbefolkat, med 58 invånare per kvadratkilometer. Det finns inga andra samhällen i närheten. Omgivningarna runt Machachi är en mosaik av jordbruksmark och naturlig växtlighet.